# Музей почты (Париж)
Музей почты (фр. L'Adresse Musée de La Poste) открылся в Париже в 1946 году и посвящён истории почтовой связи, развитию французской почты и филателии.

## Экспозиция
Постоянная экспозиция музея представлена в пятнадцати залах, которые имеют рациональное расположение по спирали вокруг вертикальной оси. Для начала осмотра экспозиции посетители поднимаются на лифте на пятый этаж, а в конце осмотра возвращаются на нижний этаж. Современное оформление стендов и удачное освещение способствуют осмотру почтового инвентаря, одежды почтальонов, макетов и манекенов, гравюр, рисунков, многочисленных филателистических материалов домарочного периода и экспонатов, рассказывающих об истории почтовых марок Франции.
Залы музея отображают следующие исторические периоды и темы:
1. Доисторическая почта — история зарождения письменности, обмена корреспонденцией и эволюции почтовой связи в мире[1], начиная с XIII века до н. э. (Китай) до создания первых почтовых служб.
2. Курьерская верховая почта — от создания первой французской сети почтовых перекладных до 1850 года.
3. Письмо — период с 1672 года, когда была создана служба письменных сообщений, до 1760 года, когда была введена доставка писем на дом.
4. Телеграф — оптический телеграф братьев Шапп, телеграф Морзе.
5. Великие реформы 1830—1890 годов — почтовый сервис покрывает всю Францию, включая деревни; унификация стоимости почтовых услуг; появление почтовой марки; почта во время войны 1870 года.
6. Эпоха технического прогресса (1830—1890 годы) — пароходы и поезда на службе почты, использование пневмопочты.
7. Становление современной почты (1890—1989 годы).
8. Авиапочта — от первых почтовых сообщений по воздуху к интеграции в общеевропейскую почтовую систему.
9. Мэйл-арт — вид искусства, использующий элементы почтовой корреспонденции.
10. Почтовая марка[1].

Экспозиция музея позволяет сделать полное представление о развитии почты во Франции начиная с XV века, когда при Людовике XI в Париже появилось первое почтовое отделение. Здесь демонстрируются материалы Парижской «малой почты» второй половины XVII века. В экспозиции имеется обширная систематизированная коллекция почтовых штемпелей домарочного периода и штемпельных гашений марок и конвертов, включая городские, пароходные и военные гашения и почтовые штемпели городов, менявших названия в период французской революции. Наряду с макетом почтового отделения 1900 года, в фондах музея можно ознакомиться с более поздним автоматом для приёма и франкировки писем и открыток внутренней и внешней корреспонденции, а также посылок в пределах Франции, с различными способами современной сортировки корреспонденции, в том числе с помощью почтового кода. В музее также выставлены почтовые ящики и обмундирование почтальонов разных стран мира.
Посетители имеют возможность узнать о современных методах печатания марок во Франции, таких как комбинированный способ глубокой печати с офсетом. У филателистов особый интерес может вызвать государственная коллекция французских марок, для которой разработаны специальные электронные автоматы. С их помощью демонстрируются листы всех марок Франции начиная с 1849 года, при этом из запасников музея можно быстро получить для осмотра тот или иной марочный лист. Одновременно используемая автоматика надёжно защищает музейные материалы от механических повреждений и воздействия света. В одном из разделов музея размещены стенды, пропагандирующие филателию, с плакатами и рабочими аксессуарами коллекционера.
Помимо постоянной экспозиции, музей в отдельном зале регулярно устраивает тематические выставки, конференции филателистов и другие мероприятия. В вестибюле имеется киоск, где продаются текущие выпуски почтовых марок Франции, Монако, Андорры, Сен-Пьера и Микелона и Совета Европы, другие сопутствующие материалы и сувениры.

Экспозиция музея
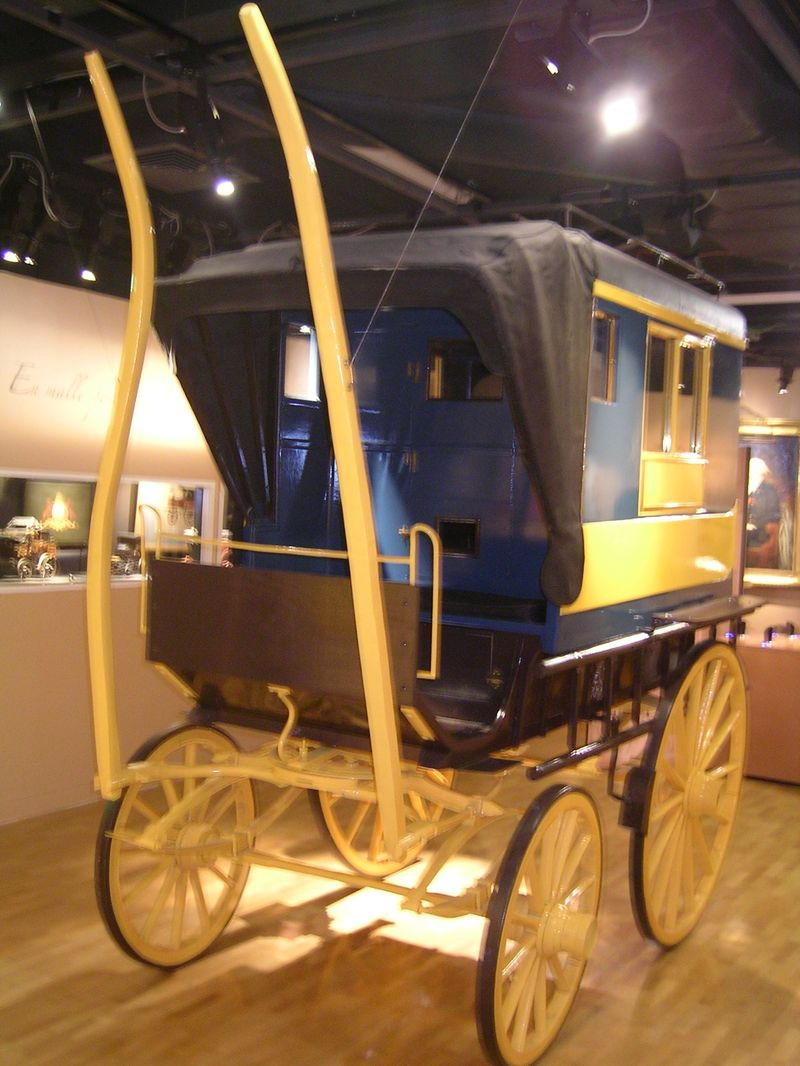
Почтовая карета XIX века
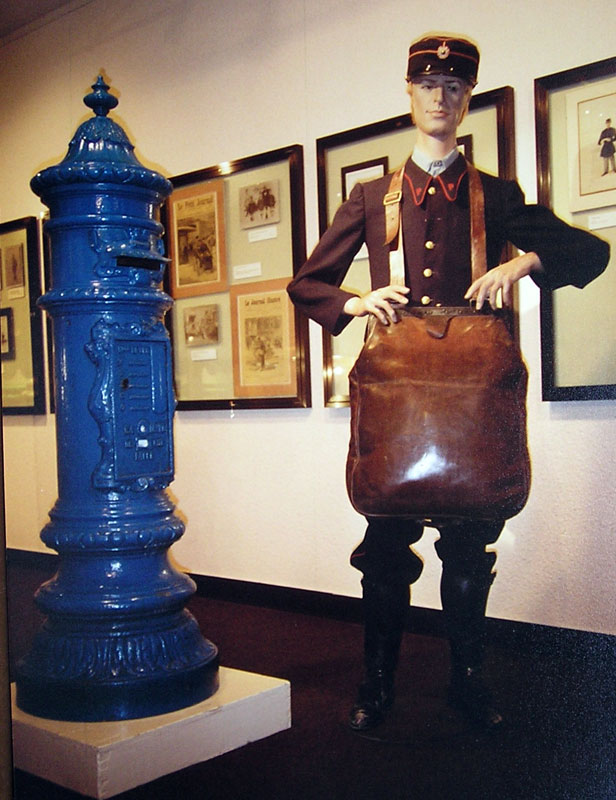
Почтальон возле почтового ящика
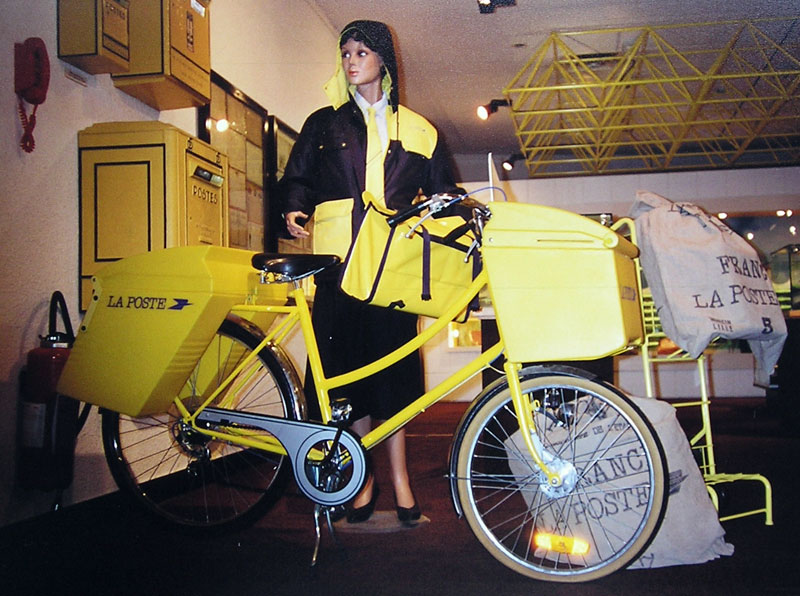
Французская женщина-почтальон на велосипеде

## Общая информация
- Адрес: 34, bd de Vaugirard, 75015 Paris, France.

Музей находится в XV округе Парижа, в коммерческом центре города, в одном из современных зданий на бульваре Вожирар. Ближайшие станции метро — Линия 6, Montparnasse и Pasteur.
- Время работы: с понедельника по субботу с 10:00 до 18:00.
- Входной билет: 5 евро, для посетителей до 18 лет — бесплатно.

## История музея
Идея создания почтового музея в столице Франции и её разработка относятся к концу XIX — началу XX веков. Для сбора средств на организацию музея 6 июля 1939 года была выпущена почтово-благотворительная марка с репродукцией картины Фрагонара на тему написания письма (Yt #446).
Почтовый музей Франции (Musée postal de France) был открыт 4 июня 1946 года и сменил за свою историю два местоположения, перебравшись в современное здание в начале 1970-х годов. Инаугурация музея по нынешнему адресу состоялась 18 декабря 1973 года. Это строение, известное как Дом почты и филателии (maison de la Poste et de la Philatélie), запечатлено на французской почтовой марке (Yt #1782), которая поступила в продажу в день открытия музея. Впоследствии учреждение было переименовано в Музей La Poste (Musée de La Poste), а с 20 октября 2009 года — в L'Adresse Musée de La Poste.